# Херман I фон Рененберг
Херман I фон Рененберг (на немски: Hermann I von Rennenberg; † сл. 1259) е господар на замък Рененберг над Линц ам Райн в Рейнланд-Пфалц.

## Произход и наследство
Той е син на Конрад фон Рененберг († 1249) и внук на граф Хайнрих фон Хюкесваген († 1205). Брат е на Герхард фон Рененберг († 1270), Арнолд I фон Рененберг († сл. 1262) и Гуда фон Рененберг, омъжена за Арнолд фон Хамерщайн, бургграф на Райнек († сл. 1288).
Баща му Конрад е споменат за пръв път със синовете си в документ на архиепископа на Кьолн Енгелберт I фон Кьолн († 1225). През средата на 13 век графиня Мехтхилд фон Ландсберг-Сайн († ок. 1291), съпругата на граф Хайнрих III фон Сайн († 1247), получава замък Рененберг от наследството на майка ѝ Юта (Юдит), дъщеря наследничка на ландграф Лудвиг III от Тюрингия. На 20 януари 1248 г. Мехтхилд фон Сайн продава замъка Рененберг и други замъци за 2000 марки на Кьолнския архиепископ курфюрст Конрад фон Хохщаден († 1261). През 1250 г. Мехтхилд сключва с курфюрст Конрад фон Хохщаден един договор, според който след смъртта ѝ замъкът Рененберг и останалата ѝ собственост отиват на Курфюрство Кьолн.

## Фамилия
Херман се жени за жена с неизвестно име и има три деца:
- Конрад фон Рененберг († 1294), женен за Лиза фон Грайфенщайн († сл. 1306), дъщеря на Крафто фон Грайфенщайн († 1281) и съпругата му фон Вестербург († сл. 1270)
- Херман, дякон в катедралата на Кьолн
- дъщеря, омъжена за Вилхелм фон Валдек